# Дімітріос Ралліс
Dimitrios Rallis (грец. Δημήτριος Ράλλης; 1844–1921) — грецький політик, п'ять разів займав пост прем'єр-міністра країни.

## Життєпис
Народився в Афінах 1844 року. 1872 року був обраний до парламенту. Походив зі старовинної грецької політичної родини. Був міністром у різних кабінетах та п'ять разів обіймав посаду глави уряду.
Помер від раку 5 серпня 1921 року у віці 77 років.